# 욕지중학교
욕지중학교(欲知中學校)는 대한민국 경상남도 통영시 욕지면 동항리에 있는 공립 중학교이다.

## 학교 연혁
- 1946년 10월 25일 : 욕지공민학교 개교
- 1952년 12월 9일 : 사립 욕지중학교 인가
- 1959년 11월 25일 : 공립욕지중학교 개편 인가
- 1969년 3월 5일 : 현 교사로 이전
- 1999년 3월 1일 : 학급 감축 3학급 편성
- 2011년 5월 20일 : 교훈석, 교명석 제막식
- 2023년 2월 10일 : 제71회 졸업식(총 5,409명)
- 2023년 3월 1일 : 제39대 신원국 교장 취임
- 2023년 3월 2일 : 제74회 입학(5명 입학)

## 참고 자료
- 욕지중학교 - 한국교육학술정보원 학교알리미